# 卜部兼方
卜部 兼方（うらべ の かねかた/やすかた）は、鎌倉時代中期から後期にかけての官人・神道家。名は懐賢とも。神祇権大副・卜部兼文の子。子に兼彦がいた。官位は正四位下・神祇権大副、平野神社社務。

## 経歴
父・兼文ら平野社系卜部氏に代々伝わる家説と奈良時代以降の数々の『日本書紀』注釈を基に『釈日本紀』を著し、後に吉田神道に大きな影響を与えた。『釈日本紀』との関係を示す兼方の書写になる弘安9年（1286年）の奥書のある『日本書紀』神代巻二巻の卜部家本が、京都国立博物館に所蔵されている（国宝）。
弘安10年（1287年）2月から正応元年（1288年）2月にかけて山城守に任ぜられていたという記録がある。
卜部氏は古代の祭祀貴族の一つで、卜占（ぼくせん）による吉凶判断を業としていた氏族である。大中臣氏と共に代々神祇大副・少副を継承した。平安時代中期には平野社系と吉田社系の二流に分かれ、兼方の平野社系は卜部氏始祖卜部平麻呂が平野社領となっていることから本来なら宗家の立場であるが、吉田神社が藤原氏の氏神であることもあり勢力は二分され、氏長者も二流が交替で受け継ぎ、それぞれ家学として日本書紀等の古典の研究をしていた。
室町時代に入り、吉田社系が公卿を出したこともあり盛んになると、平野社系は衰え、兼方の8代孫兼緒の代で絶えた。平野社系は、吉田社系から兼永が養子に入り継承し、その子孫が藤井充行の代以降藤井家を称し堂上家となっている。